# Ricardo Abarca
Ricardo Guillermo Abarca Lowman (Morelia, Michoacán, 1 de junio de 1986) es un actor mexicano.

## Biografía
Abarca es hijo de Ricardo Abarca y Yasmine Cheyenne Lowman. Estudió la secundaria en Instituto Latino de Morelia. Realizó estudios de actuación, canto y baile en su ciudad natal. 
Ricardo Abarca formó parte de la agrupación musical M5, continuación del proyecto musical Magneto, compartiendo escenario con Jack, Koco, Angelo y Nicky, todos ellos compañeros e integrantes de la banda.
En una gira por Guatemala en 2003, Ricardo Abarca sufrió un accidente en un helicóptero: bajando de la aeronave, las hélices le cortaron los dedos cuando levantó los brazos para saludar a sus seguidores. En su momento, el actor declaró: "La evolución fue bien porque los dedos ya tienen irrigación". Después de varios años tras el accidente y con mucha ayuda médica, el actor se encuentra hoy completamente recuperado.
Con M5, Ricardo Abarca recorrió varios países de Latinoamérica, incluyendo Bolivia, Perú, Ecuador, El Salvador, Costa Rica Argentina, Guatemala y Honduras. En solo dos años, y un disco de platino en Costa Rica, convirtiéndose rápidamente en uno de los más aclamados grupos en varias regiones en países circundantes. En 2004, el grupo hace una participación especial en la telenovela Rebelde, en un capítulo.
En 2009, Abarca participó en Isa TK+, la secuela de la telenovela juvenil Isa TKM, junto a María Gabriela de Faría, Reinaldo Zavarce, Milena Torres, Willy Martin.
En 2011, contrajo matrimonio con la actriz colombiana Diana Neira. La pareja ya son padres de su primera hija, que lleva por nombre Julieta y nació su segunda hija Alaia.
En 2013 protagoniza junto a Brenda Asnicar la serie de Fox Telecolombia Cumbia ninja. El 3 de diciembre FOX anunció una tercera temporada para 2015, debido al éxito obtenido en las temporadas anteriores. El primer álbum de Cumbia ninja fue lanzado el 15 de octubre de 2013 con 17 temas de la serie. Todos los temas son interpretados por Ricardo Abarca a excepción de "De qué lado de la pecera estás" de Nicolás Rincón y la versión de sus tres sencillos con Brenda Asnicar.
En 2016 Ricardo Abarca participa en la cinta mexicana ¿Que culpa tiene el niño?, al lado de la actriz mexicana Karla Souza, caracterizando a Renato.

## Filmografía

### Televisión
| Año       | Título                         | Papel                            |
| --------- | ------------------------------ | -------------------------------- |
| 2003      | Velo de novia                  | Él mismo - M5                    |
| 2004      | Amy la niña de la mochila azul | Él mismo                         |
| 2005      | Rebelde                        | Él mismo - M5                    |
| 2006–2007 | Amores de mercado              | Adrián Leyra Martínez            |
| 2007      | Decisiones                     | Daniel, Ep: tentaciones y deseos |
| 2007–2008 | Victoria                       | Santiago Mendoza Santisteban     |
| 2008–2009 | Un gancho al corazón           | Aldo Hernández                   |
| 2010      | El cartel                      | Manuel (hijo de Andrea Negrete)  |
| 2009–2010 | Isa TK+                        | Sebastián Lorenzo                |
| 2011      | Ojo por ojo                    | Gustavo                          |
| 2011      | Popland!                       | Diego Mesán                      |
| 2013–2015 | Cumbia Ninja                   | Nicolás "Hache" Acuña            |
| 2016      | ¿Qué culpa tiene el niño?      | Renato                           |
| 2016      | Pacífico                       | Mateo                            |
| 2016–2017 | Silvana sin lana               | Vicente Gallardo                 |
| 2017      | Run Coyote Run                 | Bombarderito                     |
| 2018      | Sitiados                       | Diego                            |
| 2018      | Motel Acqua                    | Perico                           |
| 2019      | Miss Bala                      | Poyo                             |
| 2019      | Chicuarotes                    | Planchado                        |
| 2021      | S.W.A.T.                       | Gabriel                          |
| 2022      | El repatriado                  | Leonel Reina                     |
| 2023      | De brutas, nada                | Paulo                            |
| 2023      | Welcome al norte               | Spooky                           |
| 2023      | Ella camina sola               | Víctor                           |
| 2023      | Pacto de silencio              | César Silva                      |
| 2024      | Todas menos tu                 | Luis                             |
| 2025      | Algo azul                      | Oscar                            |

## Teatro
| Año       | Obra                      | Papel   |
| --------- | ------------------------- | ------- |
| 2000      | No mameyes con los Reyes  | Luisito |
| 2001      | Vaselina                  |         |
| 2001–2002 | Jesucristo Súper Estrella |         |